# Георг VI фон Херберщайн
Георг VI фон Херберщайн (на немски: Georg VI (V) von Herberstein; * 18 юли 1501; † 18 септември 1560) е фрайхер, австрийски благородник от род Херберщайн в Щирия в Австрия.

## Произход
Той е третият син на Георг IV фон Херберщайн (1469 – 1528) и съпругата му Маргарет фон Ротал († 1518), дъщеря на Кристофер фон Ротал и Катерина Потенбрун. Най-малкият му брат е фрайхер Георг Зигизмунд фон Херберщайн (1518 – 1578).
Фамилията се нарича на техния дворец Херберщайн, през 1537 г. е издигната на имперски фрайхерен, през 1644 г. на австрийски наследствени графове и през 1710 г. на имперски граф.

## Фамилия
Георг VI фон Херберщайн се жени на 27 юли 1514 г. за Барбара Шрот фон Киндберг († 1532), дъщеря на Ахац Шрот фон Киндберг († 1550) и Катерина фон Вайсшприах, дъщеря на Кристоф фон Вайсшприах († 1514) и Анна фон Лихтенщайн-Карнет. Те имат двама сина:
- Леополд фон Херберщайн († 1606), генерал-фелдмаршал, женен 1564 г. в Триест за Юлиана ди Мадруцо († сл. 1568); имат дъщеря
- Георг Руперт фон Херберщайн († октомври 1612, Зирндорф), женен 1570 г. за Мария Магдалена фон Ламберг цу Ротенбюл; имат дъщеря